# Vladimir Bekavac
Vladimir Bekavac (1933. - 2003.), hrvatski šahist

## Životopis
Rođen 1933. godine. Godinama je bio najbolji splitski igrač i legenda je splitskog šaha. Nastupao za splitski Mornar od početka pedesetih do 1962. te od 1974. do 1986. Pojam je splitskog šaha, i nepravedno je zasjenjen imenima druge dvojice velikana i sinonima splitskog šaha druge polovice 20. stoljeća Kurajice i Kovačevića. Često se na klupskim natjecanjima natjecao na prvoj ploči. Početkom sedamdesetih Kurajica i Kovačević bili su tek privremena vijest, a glavno zbivanje bilo je šahovsko rivalstvo Vlade Bekavca s Jugoslavom Žarkovićem u borbi za najboljeg igrača Splita i Dalmacije. Dvoboje im se u splitskim okvirima pratile kao meč Fischera sa Spaskim. Predvodnik najsjajnije generacije splitskog Mornara. Nosio je naslov majstorskog kandidata. I ugledni velemajstori zazirali su od Bekavčeve oštrine i kombinacijskog duha. U klubu su ga mlađi šahisti obožavali slušati kako pripovjede o davnim vremenima kada se živjelo šah, velika zbivanja, opise ljude, ne te arhivski preneseni rezultati. Kraj Bekavčeve karijere i prestanak vremena šahovske romantike poklapaju se. Prvo je krenulo krajem 1970-ih kad je šahovska politika krenula u inflaciju titula i kategorija, pa su odjednom svi postali majstorski kandidati, kasnije i majstori, dok Bekavca nisu zanimale velike počasti. Vid mu je zbog visokog šećera sve više slabio i sredinom 80-tih 20. stoljeća napustio je turnirska natjecanja. Umro je 2003. godine.